# 大江湿原

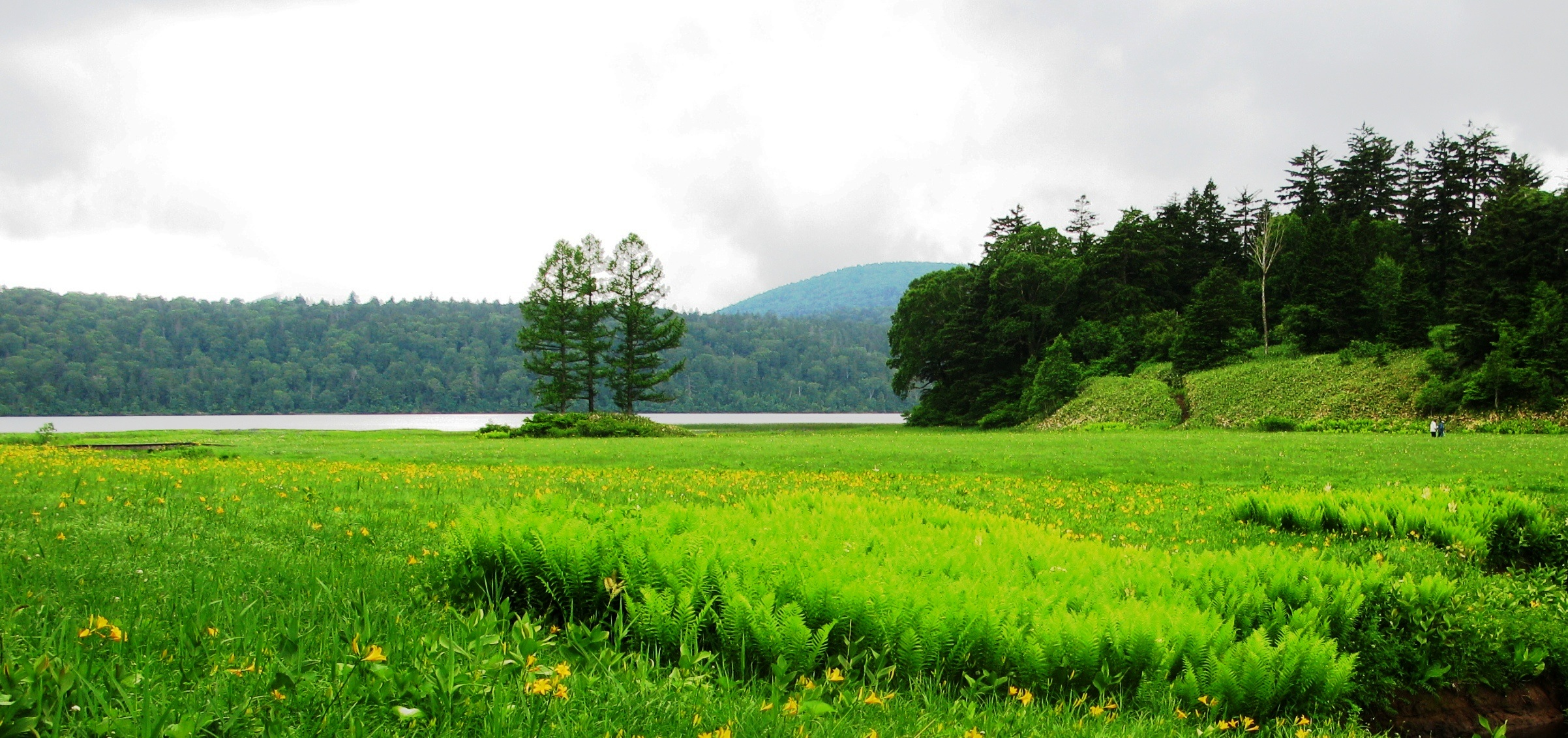
大江湿原から尾瀬沼方面

大江湿原（おおえしつげん）とは、尾瀬沼の最上流、ひいては、只見川の一方の最上流に位置する湿原。湿原の真中を大江川が流れていることから大江川湿原とも呼ばれ、尾瀬では尾瀬ヶ原に次ぐ大きさを誇る。

## 概要
尾瀬沼が少しずつ湿原化したものと考えられており、既に完全に湿原化してしまった（諸説あり）尾瀬ヶ原と異なり、湿原化していく様子が窺える。尾瀬沼との接点付近には長蔵小屋がある。尾瀬沼から湿原を遡ると沼山峠に続く本道と小淵沢田代に向かう分岐道（分岐道は本道と比べると荒れているので注意）がある。沼山峠は、日本海側と太平洋側との分水嶺ではないが、小淵沢田代は分水嶺となっており、かつ、群馬県と福島県の県境となっている。県境は、小淵沢田代の少し西から分水嶺より北側に外れ、長蔵小屋からの直登の登山道沿いに走る。
水芭蕉はあまり咲かないが、7月下旬にはニッコウキスゲの群落が見られる。標高が1,665m（尾瀬沼の標高）と尾瀬ヶ原より、265m程高いので開花は尾瀬ヶ原よりも通常1週間程度遅い。また、沼田から会津に抜ける会津沼田街道は三平峠から沼山峠に抜けており、湿原の中心を通る木道はその一部を成している。以前、この部分を車道化する話が持ち上がったが、取り止めになった。
アプローチとしては、沼山峠休憩所（御池からピストン輸送のバスあり）から湿原の最上流に達するのがもっとも早く、群馬県側から入る場合には、大清水から三平峠を越えて入る事になり少々長丁場となる。小淵沢田代から分水嶺沿いの登山道を更に東へ進み、福島県、群馬県、栃木県の県境となっている黒岩山から群馬県と栃木県の県境を南下すると鬼怒沼、更に栃木県側に下ると奥鬼怒温泉郷へと続く。大江湿原に入る最も長いコースである。
会津戦争の際に会津藩が築いた土塁が残っている。